# Stenia falcata
Stenia falcata là một loài thực vật có hoa trong họ Lan. Loài này được (Ackerman) Dressler mô tả khoa học đầu tiên năm 2005.